# Koszary (Rębiska)
Koszary – część wsi Rębiska w Polsce, położona w województwie pomorskim, w powiecie wejherowskim, w gminie Szemud. Wchodzą w skład sołectwa Rębiska.
W latach 1975–1998 Koszary administracyjnie należały do województwa gdańskiego.